# لوبک
لوبِک (به آلمانی: Lübeck) (آلمانی: [ˈly:bɛk] (); آلمانی سفلی: Lübęk یا Lübeek [ˈlyːbeːk]; لاتین: Lubeca)، که به‌طور رسمی شهرِ هانزایی لوبک (آلمانی: Hansestadt Lübeck) نامیده می‌شود، شهری در شمال آلمان است که در حدود ۲۲۰٬۰۰۰ نفر جمعیت دارد، و دومین شهر بزرگ آلمان در ساحل دریای بالتیک می‌شود. لوبک پس از کیل، دومین شهر بزرگ در ایالت شلسویگ-هولشتاین، و ۳۶مین شهر بزرگ آلمان بر پایه جمعیت است.
این شهر در بخش هولشتاین ایالت شلسویگ-هولشتاین و در دهانهٔ رودخانهٔ تراوه قرار دارد که به خلیج لوبک می‌ریزد. لوبک جنوبِ غربی‌ترین شهر در دریای بالتیک و نزدیک‌ترین نقطهٔ دسترسی به بالتیک از هامبورگ است.
نام لوبک از ریشهٔ اسلاوی "lub-" (به معنای «عشق») گرفته شده است. قبل از سال ۸۱۹، اسلاوهای پولابی سکونتگاهی را که Liubice نامیدند، تأسیس کردند. از قرن دهم، لیوبیس دومین سکونتگاه مهم اوبوتری‌ها پس از اولدنبورگ این هل‌اشتاین بود. در سال ۱۱۶۰ حقوق شهر زوئست به لوبک نیز اعطا شد، و در سال ۱۲۶۰، به شهر فوری در امپراتوری مقدس روم تبدیل شد. در اواسط قرن دوازدهم، لوبک به مهد اتحادیه هانزا تبدیل شد که از آن پس پایتخت واقعی و مهم‌ترین شهر آن محسوب می‌شد. قانون لوبک توسط حدود ۱۰۰ شهر در منطقه بالتیک تصویب شد و لوبک توانست وضعیت خود را به عنوان یک شهر مستقل از سال ۱۲۲۶ تا ۱۹۳۷ حفظ کند.
شهر قدیمی تاریخی لوبک، که در جزیره‌ای متراکم ساخته شده، وسیع‌ترین میراث جهانی یونسکو در آلمان است. با نام مستعار «شهر هفت برج»، خط افق لوبک تحت سلطهٔ هفت برج کلیساهای این شهر است که پنج مورد آنها کلیسای پروتستان هستند و عبارتند از: کلیسای سنت مری، کلیسای جامع لوبک، کلیسای سنت جیمز، کلیسای سنت پیتر، و کلیسای سنت گیلس. کلیسای جامع از ۱۱۷۳–۱۳۴۱ اولین کلیسای بزرگ آجرچینی در منطقهٔ بالتیک بود. کلیسای سنت مری از ۱۲۶۵ تا ۱۳۵۱ الگویی است که اکثر کلیساهای دیگر گوتیک آجری در حوزهٔ نفوذ اتحادیهٔ هانزایی بر اساس آن بنا شده‌اند. این کلیسا دومین کلیسای بلند با دو برج اصلی پس از کلیسای جامع کلن است، دارای بلندترین طاق آجری و دومین کلیسای بلند است.
لوبک میزبان دانشگاه لوبک با مرکز پزشکی دانشگاهی شلسویگ-هولشتاین، دانشگاه فنی علوم کاربردی لوبک و آکادمی موسیقی لوبک است. این شهر ۱۸ موزه دارد که از جملهٔ آن‌ها موزهٔ اروپایی هانزا، بندر موزهٔ لوبک و نیدرگر موزهٔ خمیر بادام، که به تخصص آشپزی‌ای که شهر بیش از همه به آن شناخته می‌شود، خمیر بادام لوبک اختصاص دارد. به دلیل موقعیت جنوب غربی خود، تراومونده و تفریحگاه‌های نزدیک مانند نیندورف، تیمندورفر شتراند، شاربویتس، هافکروگ، سیرکسدورف و گرومیتس از پر بازدیدترین نقاط آلمان هستند.
ایستگاه راه‌آهن مرکزی لوبک در خط ریلی فوگل‌فلوگلینیه قرار دارد که اروپا (هامبورگ) را به اسکاندیناوی (کپنهاگ) از طریق پیوند ثابت کمربند فه‌مارن در آینده متصل می‌کند. بندر لوبک دومین بندر بزرگ آلمان در دریای بالتیک پس از بندر روستوک است و اسکانیناوی‌ن‌کای در تراومونده مهم‌ترین بندر کشتی‌رانی آلمان است که ارتباطات به اسکاندیناوی و کشورهای بالتیک را فراهم می‌کند. این شهر دارای فرودگاه منطقه‌ای در لوبک-بلانکنزه است، در حالی که فرودگاه هامبورگ به‌عنوان مرکز اصلی حمل‌ونقل هوایی لوبک عمل می‌کند.

## آب‌وهوا
لوبک دارای اقلیم اقیانوسی (کوپن: Cfb؛ تروارثا: Dobk) است. لوبک در ساحل شرقی دریای بالتیک قرار دارد و به شدت تحت تأثیر اقیانوس است. دمای سالانه به‌طور متوسط از ۲ درجه سلسیوس (۳۶ درجه فارنهایت) در زمستان تا ۱۸ درجه سلسیوس (۶۴ درجه فارنهایت) در تابستان متغیر است. با اینکه تابستان نسبت به مناطق داخلی خنک‌تر است، احتمال وقوع روزهای گرم نیز وجود دارد. به‌طور متوسط، ۶٫۶ روز در سال دمای بیشینه بالای ۳۰ درجه سلسیوس (۸۶ درجه فارنهایت) ثبت می‌شود.
ایستگاه هواشناسی لوبک مقادیر زیر را ثبت کرده است:
- بالاترین دما: ۳۸٫۰ درجه سلسیوس (۱۰۰٫۴ درجه فارنهایت) در ۹ اوت ۱۹۸۲.
- گرم‌ترین حداقل دما: ۲۱٫۵ درجه سلسیوس (۷۰٫۷ درجه فارنهایت) در ۳۰ ژوئیه ۲۰۱۸.
- سردترین بیشینه دما: −۱۶٫۱ درجه سلسیوس (۳٫۰ درجه فارنهایت) در ۱۸ ژانویه ۱۸۹۳.
- پایین‌ترین دما: −۲۷٫۲ درجه سلسیوس (−۱۷٫۰ درجه فارنهایت) در ۴ فوریه ۱۹۱۲.[۵]
- بالاترین بارش روزانه: ۹۵٫۷ میلیمتر (۳٫۷۷ اینچ) در ۱۷ ژوئیه ۲۰۰۲.
- مرطوب‌ترین ماه: ۱۸۸٫۹ میلیمتر (۷٫۴۴ اینچ) در اوت ۲۰۱۰.
- مرطوب‌ترین سال: ۹۳۳٫۹ میلیمتر (۳۶٫۷۷ اینچ) در ۱۹۹۸.
- خشک‌ترین سال: ۳۸۱٫۳ میلیمتر (۱۵٫۰۱ اینچ) در ۱۹۵۹.
- طولانی‌ترین میزان آفتاب سالانه: ۲۰۶۴٫۵ ساعت در ۱۹۵۹.
- کوتاه‌ترین میزان آفتاب سالانه: ۱۳۰۰٫۷ ساعت در ۱۹۹۸.

| داده‌های اقلیم داده‌های اقلیم لوبک (میانگین‌های ۱۹۹۱–۲۰۲۰، رکوردها از ۱۸۹۰ تا کنون) | داده‌های اقلیم داده‌های اقلیم لوبک (میانگین‌های ۱۹۹۱–۲۰۲۰، رکوردها از ۱۸۹۰ تا کنون) | داده‌های اقلیم داده‌های اقلیم لوبک (میانگین‌های ۱۹۹۱–۲۰۲۰، رکوردها از ۱۸۹۰ تا کنون) | داده‌های اقلیم داده‌های اقلیم لوبک (میانگین‌های ۱۹۹۱–۲۰۲۰، رکوردها از ۱۸۹۰ تا کنون) | داده‌های اقلیم داده‌های اقلیم لوبک (میانگین‌های ۱۹۹۱–۲۰۲۰، رکوردها از ۱۸۹۰ تا کنون) | داده‌های اقلیم داده‌های اقلیم لوبک (میانگین‌های ۱۹۹۱–۲۰۲۰، رکوردها از ۱۸۹۰ تا کنون) | داده‌های اقلیم داده‌های اقلیم لوبک (میانگین‌های ۱۹۹۱–۲۰۲۰، رکوردها از ۱۸۹۰ تا کنون) | داده‌های اقلیم داده‌های اقلیم لوبک (میانگین‌های ۱۹۹۱–۲۰۲۰، رکوردها از ۱۸۹۰ تا کنون) | داده‌های اقلیم داده‌های اقلیم لوبک (میانگین‌های ۱۹۹۱–۲۰۲۰، رکوردها از ۱۸۹۰ تا کنون) | داده‌های اقلیم داده‌های اقلیم لوبک (میانگین‌های ۱۹۹۱–۲۰۲۰، رکوردها از ۱۸۹۰ تا کنون) | داده‌های اقلیم داده‌های اقلیم لوبک (میانگین‌های ۱۹۹۱–۲۰۲۰، رکوردها از ۱۸۹۰ تا کنون) | داده‌های اقلیم داده‌های اقلیم لوبک (میانگین‌های ۱۹۹۱–۲۰۲۰، رکوردها از ۱۸۹۰ تا کنون) | داده‌های اقلیم داده‌های اقلیم لوبک (میانگین‌های ۱۹۹۱–۲۰۲۰، رکوردها از ۱۸۹۰ تا کنون) | داده‌های اقلیم داده‌های اقلیم لوبک (میانگین‌های ۱۹۹۱–۲۰۲۰، رکوردها از ۱۸۹۰ تا کنون) |
| ماه                                                                              | ژانویه                                                                           | فوریه                                                                            | مارس                                                                             | آوریل                                                                            | مه                                                                               | ژوئن                                                                             | ژوئیه                                                                            | اوت                                                                              | سپتامبر                                                                          | اکتبر                                                                            | نوامبر                                                                           | دسامبر                                                                           | سال                                                                              |
| -------------------------------------------------------------------------------- | -------------------------------------------------------------------------------- | -------------------------------------------------------------------------------- | -------------------------------------------------------------------------------- | -------------------------------------------------------------------------------- | -------------------------------------------------------------------------------- | -------------------------------------------------------------------------------- | -------------------------------------------------------------------------------- | -------------------------------------------------------------------------------- | -------------------------------------------------------------------------------- | -------------------------------------------------------------------------------- | -------------------------------------------------------------------------------- | -------------------------------------------------------------------------------- | -------------------------------------------------------------------------------- |
| سابقهٔ بیش‌ترین °C (°F)                                                            | ۱۵٫۷ (۶۰)                                                                        | ۱۸٫۶ (۶۵)                                                                        | ۲۳٫۸ (۷۵)                                                                        | ۲۹٫۸ (۸۶)                                                                        | ۳۴٫۲ (۹۴)                                                                        | ۳۴٫۸ (۹۵)                                                                        | ۳۷٫۹ (۱۰۰)                                                                       | ۳۸٫۰ (۱۰۰)                                                                       | ۳۲٫۴ (۹۰)                                                                        | ۲۶٫۸ (۸۰)                                                                        | ۱۹٫۹ (۶۸)                                                                        | ۱۵٫۴ (۶۰)                                                                        | ۳۸٫۰ (۱۰۰)                                                                       |
| میانگین بیش‌ترین °C (°F)                                                          | ۳٫۷ (۳۹)                                                                         | ۵٫۰ (۴۱)                                                                         | ۸٫۷ (۴۸)                                                                         | ۱۳٫۹ (۵۷)                                                                        | ۱۸٫۲ (۶۵)                                                                        | ۲۱٫۱ (۷۰)                                                                        | ۲۳٫۸ (۷۵)                                                                        | ۲۳٫۵ (۷۴)                                                                        | ۱۹٫۱ (۶۶)                                                                        | ۱۳٫۷ (۵۷)                                                                        | ۷٫۷ (۴۶)                                                                         | ۴٫۶ (۴۰)                                                                         | ۱۳٫۵ (۵۶)                                                                        |
| میانگین روزانه °C (°F)                                                           | ۱٫۴ (۳۵)                                                                         | ۲٫۰ (۳۶)                                                                         | ۴٫۴ (۴۰)                                                                         | ۸٫۵ (۴۷)                                                                         | ۱۲٫۶ (۵۵)                                                                        | ۱۵٫۷ (۶۰)                                                                        | ۱۸٫۰ (۶۴)                                                                        | ۱۷٫۷ (۶۴)                                                                        | ۱۳٫۹ (۵۷)                                                                        | ۹٫۴ (۴۹)                                                                         | ۵٫۲ (۴۱)                                                                         | ۲٫۴ (۳۶)                                                                         | ۹٫۲ (۴۹)                                                                         |
| میانگین کم‌ترین °C (°F)                                                           | −۱٫۳ (۳۰)                                                                        | −۱٫۱ (۳۰)                                                                        | ۰٫۴ (۳۳)                                                                         | ۳٫۰ (۳۷)                                                                         | ۶٫۵ (۴۴)                                                                         | ۹٫۹ (۵۰)                                                                         | ۱۲٫۳ (۵۴)                                                                        | ۱۲٫۲ (۵۴)                                                                        | ۹٫۲ (۴۹)                                                                         | ۵٫۷ (۴۲)                                                                         | ۲٫۲ (۳۶)                                                                         | −۰٫۱ (۳۲)                                                                        | ۴٫۹ (۴۱)                                                                         |
| سابقهٔ کم‌ترین °C (°F)                                                             | −۲۴٫۳ (−۱۲)                                                                      | −۲۷٫۲ (−۱۷)                                                                      | −۱۹٫۱ (−۲)                                                                       | −۸٫۴ (۱۷)                                                                        | −۳٫۰ (۲۷)                                                                        | −۰٫۱ (۳۲)                                                                        | ۳٫۴ (۳۸)                                                                         | ۲٫۶ (۳۷)                                                                         | −۲٫۶ (۲۷)                                                                        | −۷٫۸ (۱۸)                                                                        | −۱۴٫۳ (۶)                                                                        | −۱۸٫۸ (−۲)                                                                       | −۲۷٫۲ (−۱۷)                                                                      |
| بارندگی میلی‌متر (اینچ)                                                           | ۵۹٫۹ (۲٫۳۶)                                                                      | ۵۱٫۰ (۲٫۰۱)                                                                      | ۴۷٫۹ (۱٫۸۹)                                                                      | ۳۸٫۰ (۱٫۵)                                                                       | ۴۹٫۶ (۱٫۹۵)                                                                      | ۷۰٫۸ (۲٫۷۹)                                                                      | ۷۱٫۵ (۲٫۸۱)                                                                      | ۷۱٫۱ (۲٫۸)                                                                       | ۵۴٫۰ (۲٫۱۳)                                                                      | ۵۵٫۴ (۲٫۱۸)                                                                      | ۵۵٫۳ (۲٫۱۸)                                                                      | ۶۵٫۶ (۲٫۵۸)                                                                      | ۶۸۰٫۸ (۲۶٫۸)                                                                     |
| میانگین روزهای بارندگی (≥ ۱.۰ mm)                                                | ۱۲٫۸                                                                             | ۱۰٫۸                                                                             | ۱۰٫۷                                                                             | ۸٫۰                                                                              | ۹٫۹                                                                              | ۱۰٫۶                                                                             | ۱۰٫۹                                                                             | ۱۱٫۴                                                                             | ۹٫۹                                                                              | ۱۰٫۳                                                                             | ۱۱٫۲                                                                             | ۱۱٫۹                                                                             | ۱۲۸٫۴                                                                            |
| درصد رطوبت                                                                       | ۸۷٫۷                                                                             | ۸۴٫۵                                                                             | ۸۰٫۰                                                                             | ۷۴٫۶                                                                             | ۷۳٫۰                                                                             | ۷۴٫۱                                                                             | ۷۴٫۳                                                                             | ۷۶٫۲                                                                             | ۸۱٫۲                                                                             | ۸۵٫۷                                                                             | ۸۹٫۴                                                                             | ۸۹٫۴                                                                             | ۸۰٫۸۴                                                                            |
| میانگین روزانه ساعت‌های تابش آفتاب                                                | ۴۲٫۲                                                                             | ۶۰٫۵                                                                             | ۱۱۹٫۴                                                                            | ۱۸۳٫۱                                                                            | ۲۳۱٫۰                                                                            | ۲۱۶٫۶                                                                            | ۲۲۳٫۱                                                                            | ۲۰۳٫۵                                                                            | ۱۴۹٫۸                                                                            | ۱۰۳٫۷                                                                            | ۴۸٫۴                                                                             | ۳۲٫۳                                                                             | ۱٬۶۰۶٫۲                                                                          |
| منبع شماره ۱: سازمان جهانی هواشناسی                                              |                                                                                  |                                                                                  |                                                                                  |                                                                                  |                                                                                  |                                                                                  |                                                                                  |                                                                                  |                                                                                  |                                                                                  |                                                                                  |                                                                                  |                                                                                  |
| منبع شماره ۲: DWD Open Data                                                      |                                                                                  |                                                                                  |                                                                                  |                                                                                  |                                                                                  |                                                                                  |                                                                                  |                                                                                  |                                                                                  |                                                                                  |                                                                                  |                                                                                  |                                                                                  |

## جمعیت
لوبک دارای جمعیتی در حدود ۲۱۷٬۰۰۰ نفر است و دومین شهر بزرگ شلسویگ-هولشتاین محسوب می‌شود. این شهر پس از پیوستن به اتحادیهٔ هانزا در قرن پانزدهم به یک شهر مهم تبدیل شد و بعدها به یکی از شهرهای برجستهٔ هانزایی در اروپا بدل گشت. پس از جنگ جهانی دوم، جمعیت لوبک به دلیل بحران پناهجویان به سرعت افزایش یافت، زیرا بسیاری از مردم پروس خاوری و سایر مناطق سابق آلمان مجبور به مهاجرت به این شهر شدند. جمعیت این شهر در دههٔ ۱۹۷۰ کاهش یافت، اما در دههٔ ۱۹۹۰، پس از اتحاد دوبارهٔ آلمان، بار دیگر رشد کرد زیرا بسیاری از مردم از آلمان شرقی سابق به لوبک آمدند؛ چرا که این شهر در نزدیکی مرز آلمان شرقی سابق قرار داشت. امروزه لوبک به دلیل تاریخ غنی و معماری هانزایی خود گردشگران زیادی را جذب می‌کند و به عنوان یکی از زیباترین شهرهای آلمان شناخته می‌شود.
بزرگ‌ترین گروه‌های اقلیت قومی در این شهر شامل ترک‌ها، اروپایی‌های مرکزی (لهستانی‌ها)، اروپایی‌های جنوبی (عمدتاً یونانی‌ها و مردم ایتالیا)، اروپایی‌های شرقی (مانند مردم روس و اوکراینی‌ها)، مردم عرب و چندین گروه کوچکتر هستند.
| رده | ملیت      | جمعیت (۳۱ دسامبر ۲۰۲۲) |
| --- | --------- | ---------------------- |
| ۱   | ترکیه     | ۴٬۵۰۰                  |
| ۲   | اوکراین   | ۲٬۸۶۷                  |
| ۳   | لهستان    | ۲٬۴۹۶                  |
| ۴   | سوریه     | ۲٬۳۶۳                  |
| ۵   | کرواسی    | ۱٬۴۲۵                  |
| ۶   | ایتالیا   | ۱٬۲۳۷                  |
| ۷   | افغانستان | ۱٬۰۲۴                  |
| ۸   | یونان     | ۹۷۱                    |
| ۹   | پرتغال    | ۹۵۶                    |
| ۱۰  | بلغارستان | ۷۲۴                    |

## سیاست
شهردار فعلی لوبک یان لیندنائو از حزب سوسیال دموکرات آلمان (SPD) است. آخرین انتخابات شهرداری در سال ۲۰۱۷ برگزار شد. شورای شهر لوبک به همراه شهردار، ادارهٔ شهر را بر عهده دارند.

## فرهنگ

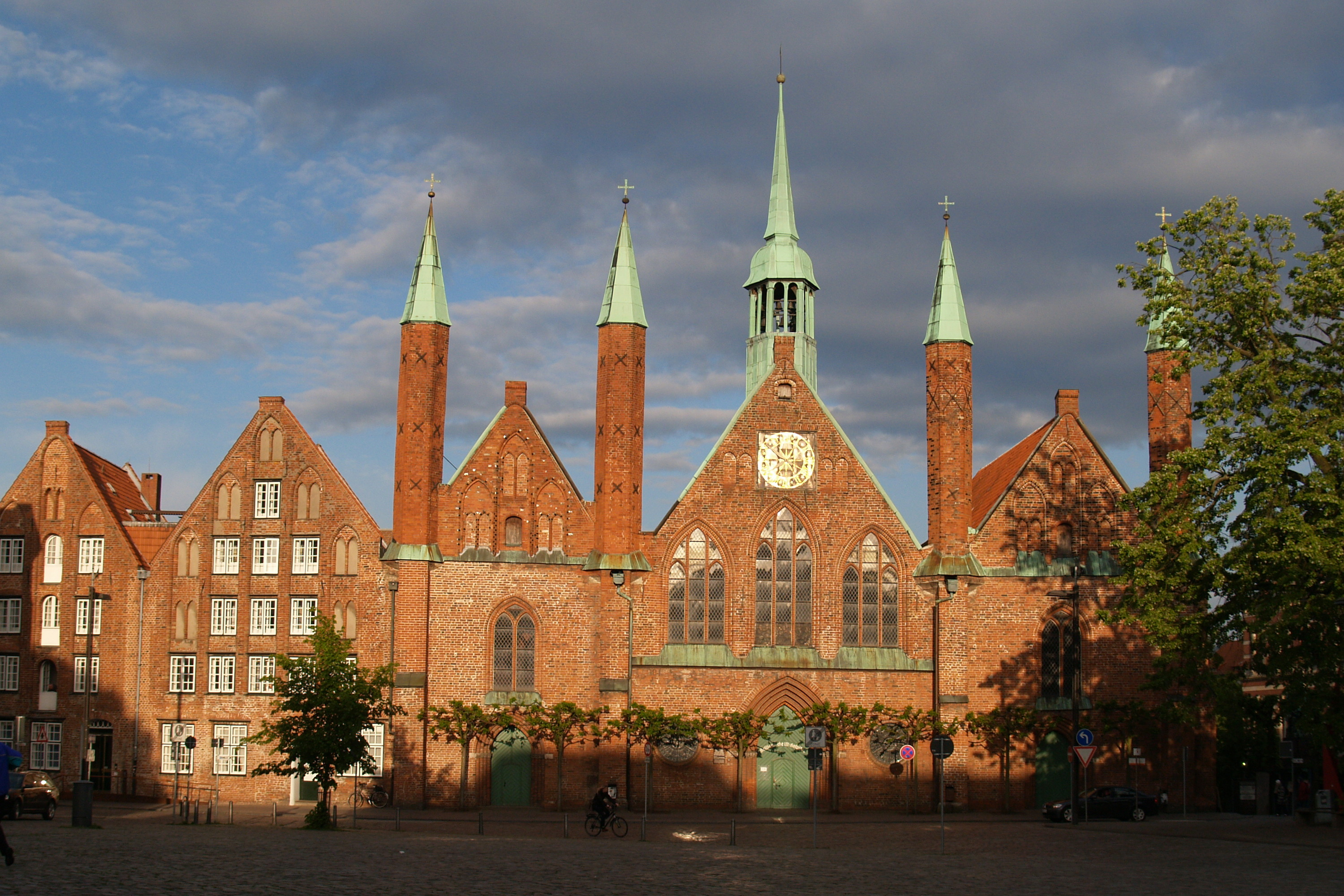
بیمارستان روح‌القدس، یکی از قدیمی‌ترین مؤسسات اجتماعی لوبک (۱۲۶۰)

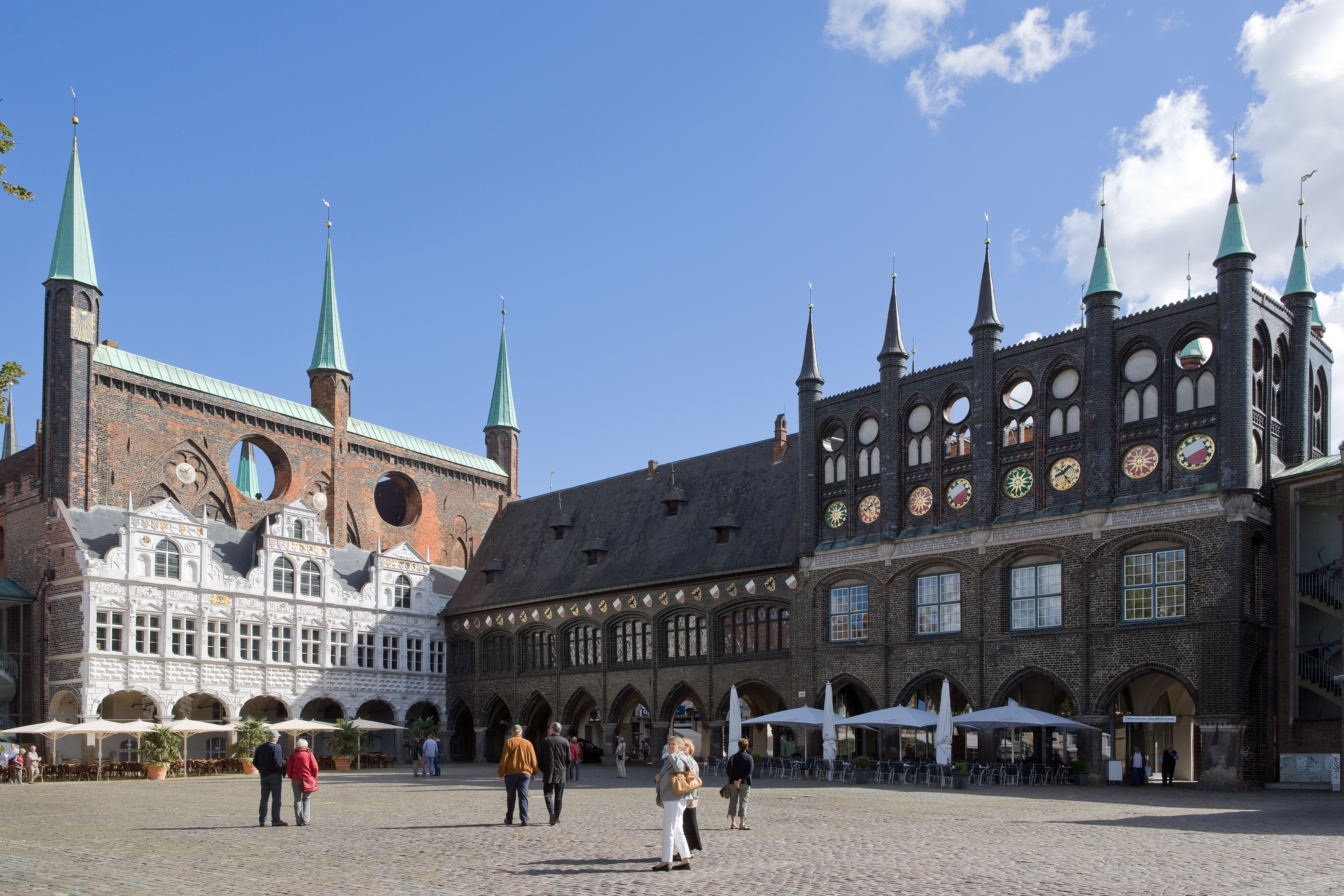
تالار شهر

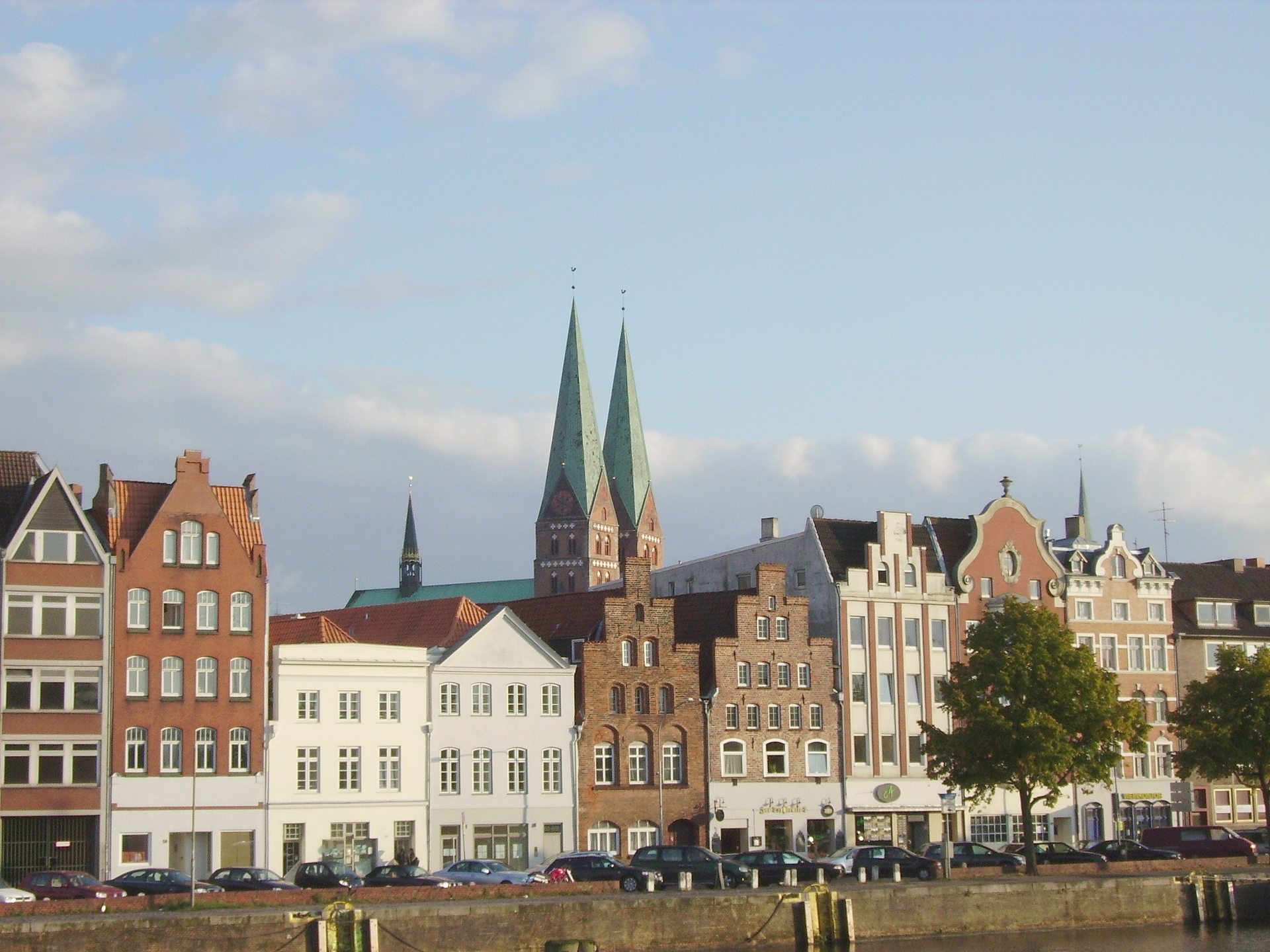
کلیسای مریم مقدس

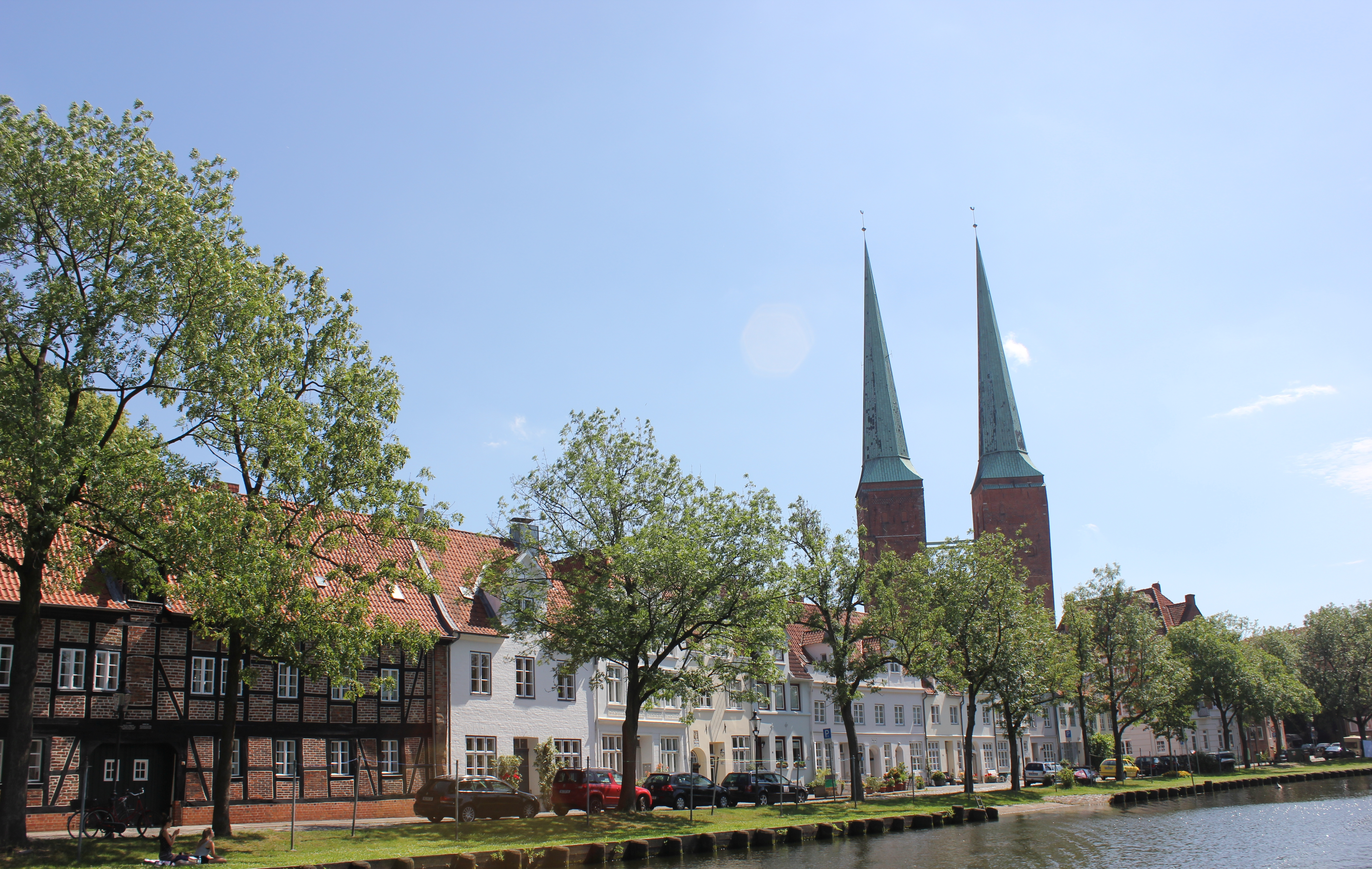
کلیسای جامع لوبک و ساختمان‌های تاریخی در اوبروتراوه

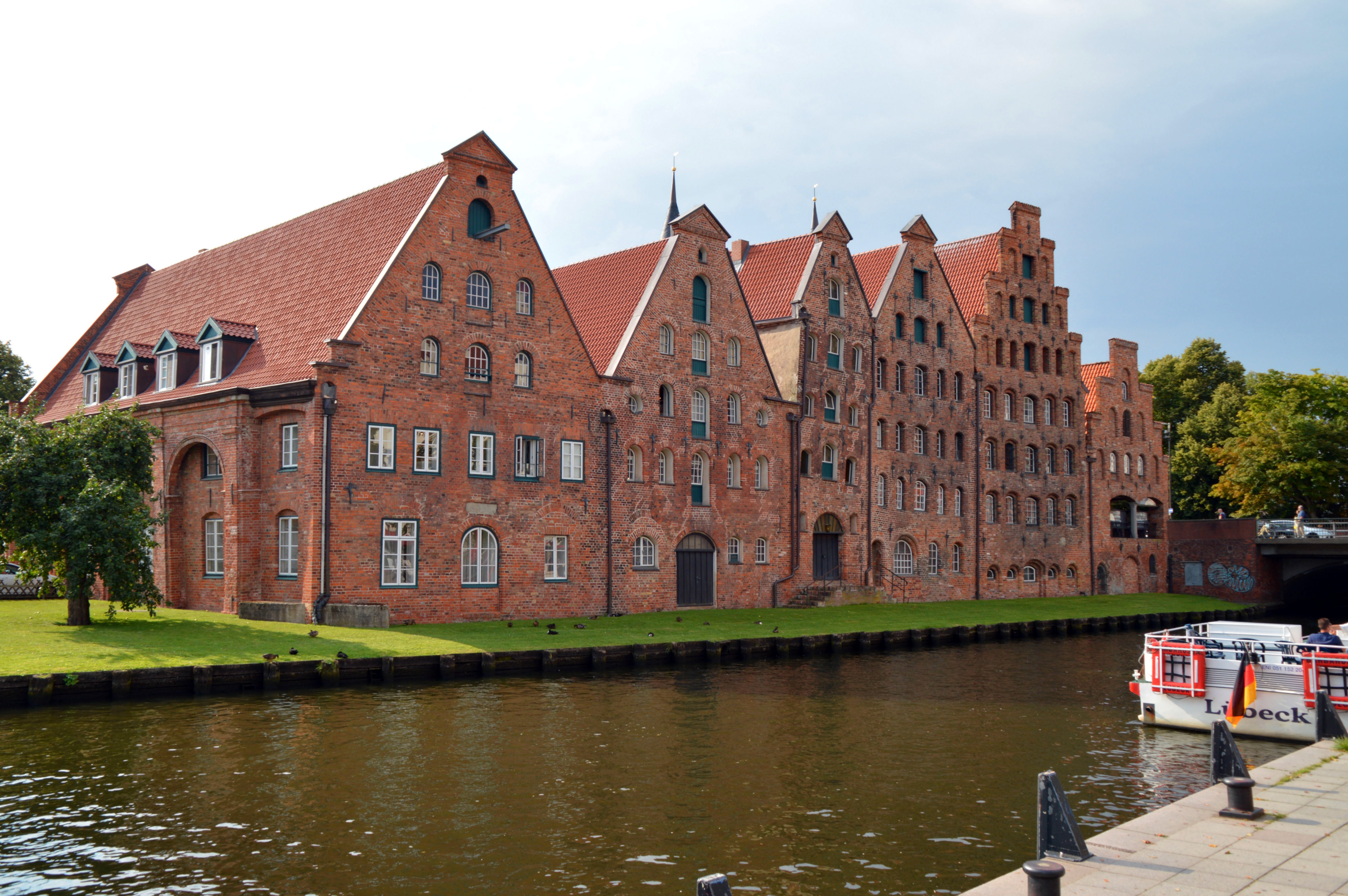
سالز اشپایخر

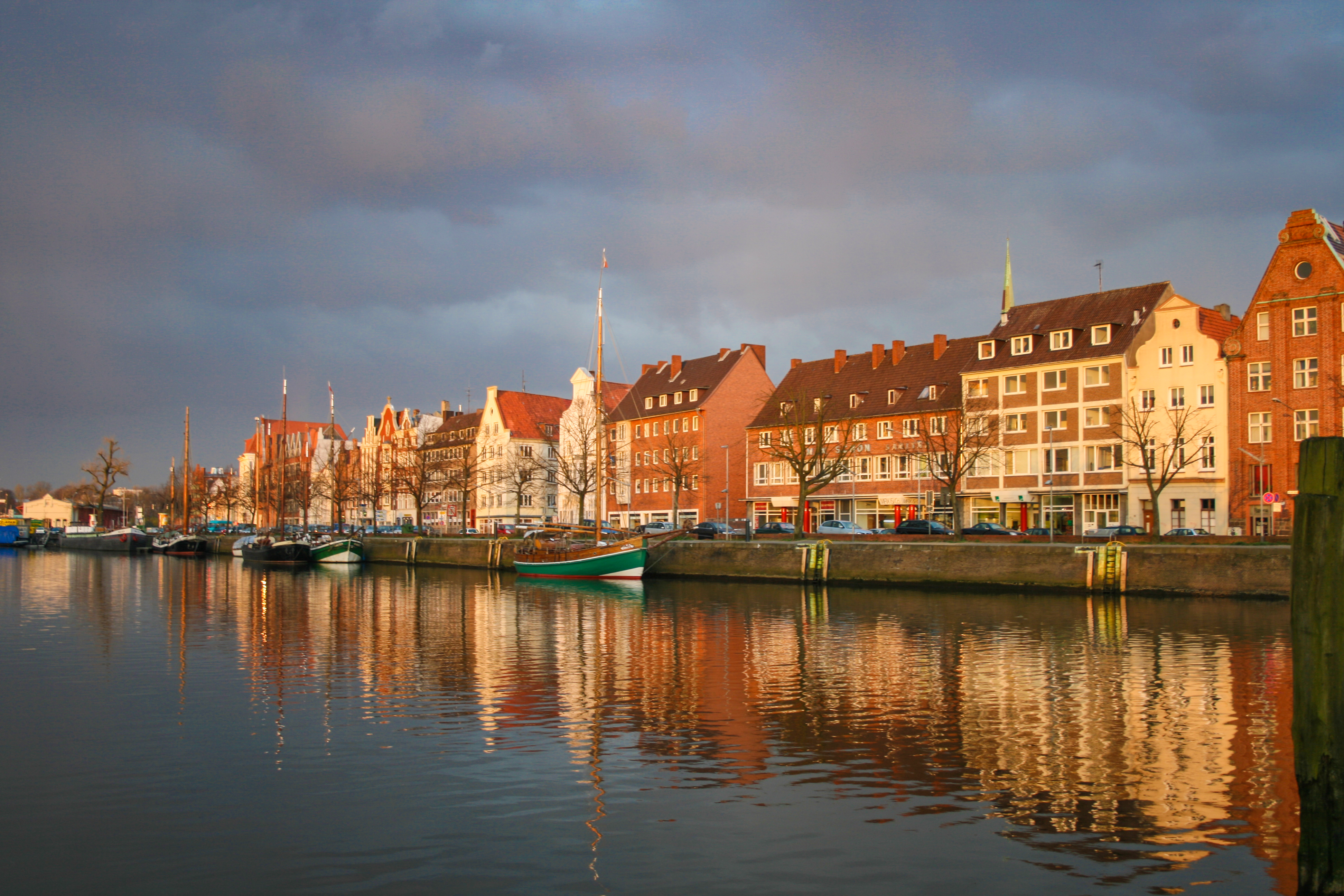
لوبک، تراوه

### گردشگری
در سال ۲۰۱۹، میزان اقامت گردشگران در لوبک به دو میلیون نفر رسید. این شهر به مرکز قرون وسطایی خود با کلیساها، هولستین تور و کوچه‌های کوچک معروف است. لوبک به دلیل وجود هفت برج کلیسای برجسته در آن، به‌عنوان «شهر هفت برج» (Die Stadt der 7 Türme) شناخته می‌شود. مانند بسیاری از شهرهای آلمان، لوبک یک بازار سنتی کریسمس در ماه دسامبر برگزار می‌کند که شامل بازار صنایع دستی مشهور در داخل بیمارستان روح‌القدس واقع در انتهای شمالی خیابان کونیگ است.

### ساختمان‌ها
بیش از ۸۰ درصد از بخش قدیمی شهر ظاهر قرون وسطایی خود را حفظ کرده و باقی‌مانده در حال مرمت و بازسازی است. در گذشته، شهر فقط از طریق چهار دروازه قابل دسترسی بود که امروزه دو دروازه باقی‌ماندهٔ شامل هولستین تور (۱۴۷۸) و برگ‌تور (۱۴۴۴) است.
مرکز شهر قدیمی با هفت برج کلیسایی غالب است. قدیمی‌ترین آنها کلیسای جامع لوبک و کلیسای مریم مقدس هستند که به قرون ۱۳ و ۱۴ میلادی بازمی‌گردند.
بیمارستان روح‌القدس، ساخته‌شده در ۱۲۸۶ در کوبرگ، یکی از قدیمی‌ترین مؤسسات اجتماعی موجود در جهان و یکی از مهم‌ترین ساختمان‌های شهر است. این بیمارستان به‌عنوان خانهٔ سالمندان و مراقبت‌های پرستاری استفاده می‌شود. برخی از بخش‌های تاریخی برای بازدید عموم باز است.
سایر جاذبه‌ها شامل:
- تالار شهر
- کلیسای کاترین، کلیسایی که متعلق به یک صومعهٔ سابق بود و اکنون به کاترینیوم، یک مدرسهٔ لاتین، تعلق دارد
- خانهٔ توماس مان
- خانهٔ گونتر گراس
- کلیسای سنت پیتر
- کلیسای سنت لارنس، واقع در محوطه‌ای که به‌عنوان گورستان برای افراد درگذشته در جریان طاعون قرن ۱۶ مورد استفاده قرار می‌گرفت
- کلیسای سنت جیمز، ۱۳۳۴
- کلیسای قلب مقدس
- کلیسای سنت اجیدیوس
- سالز اشپایخر، انبارهای تاریخی که نمک از لونبورگ برای حمل به بنادر بالتیک در آن ذخیره می‌شد
- شهر تراومونده در ساحل دریای بالتیک.

### موسیقی، ادبیات و هنر
آهنگساز فرانتس توندر، نوازندهٔ اصلی ارگ در کلیسای مریم مقدس، سنت هفتگی آبندموزیک را آغاز کرد. در سال ۱۶۶۸، دختر او آنا مارگارته با آهنگساز دانمارکی-آلمانی دیتریش بوکسته‌هوده ازدواج کرد، که نوازندهٔ جدید ارگ در کلیسای مریم مقدس شد. برخی آهنگسازان برجستهٔ آن زمان، مانند هندل و ماتزون در سال ۱۷۰۳، و باخ در سال ۱۷۰۵، برای مشاهدهٔ اجراهای او به لوبک سفر کردند.
نویسنده و برندهٔ جایزهٔ نوبل، توماس مان یکی از اعضای خانوادهٔ مان، خانوادهٔ بازرگان لوبک بود. رمان معروف او بودنبروک‌ها (زوال یک خاندان) در سال ۱۹۰۱ سبک زندگی و آداب و رسوم بورژوازی قرن ۱۹ در لوبک را معرفی کرد.

### موزه‌ها
لوبک موزه‌های کوچک زیادی دارد، مانند موزهٔ سنت آن، بن‌هاوس، موزهٔ اروپایی هانزا و هولستین تور. موزهٔ عروسک‌های تئاتر لوبک یک موزهٔ خصوصی است. از جاذبه‌های آبی می‌توان به یک کشتی راهنما که در فمرنبلت خدمت کرده و لیزا فون لوبک، بازسازی یک کاراول قرن پانزدهم هانزایی، اشاره کرد.
موزهٔ خمیر بادام در طبقهٔ دوم کافه نیدراِگر در خیابان برایته تاریخچهٔ خمیر بادام را توضیح می‌دهد و قالب‌های چوبی تاریخی برای تولید بلوک‌های خمیر بادام و مجموعه‌ای از شخصیت‌های تاریخی ساخته‌شده از خمیر بادام را به نمایش می‌گذارد.

### غذا و نوشیدنی

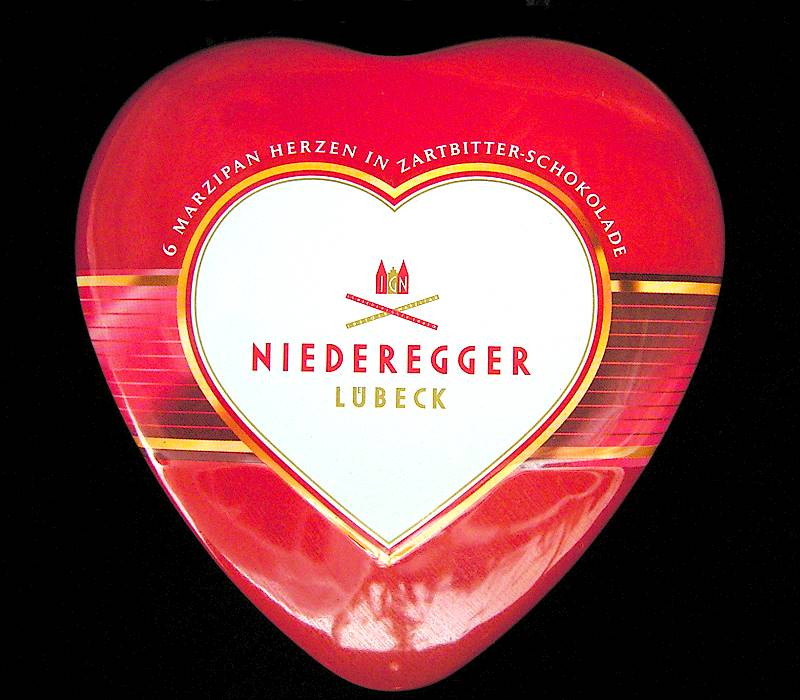
خمیر بادام کارخانهٔ نیدراِگر

لوبک به صنعت خمیر بادام خود شهرت دارد. بر اساس یک افسانهٔ محلی، خمیر بادام برای اولین بار در لوبک ساخته شد، احتمالاً به‌دلیل محاصرهٔ نظامی شهر یا سال قحطی. گفته می‌شود که شهر از همهٔ مواد غذایی به‌جز بادام و شکر ذخیره‌شده خالی شد و از این مواد برای ساخت «نان» خمیر بادام استفاده شد. برخی دیگر معتقدند که خمیر بادام در ایران چند صد سال قبل از ادعای لوبک اختراع شده است. معروف‌ترین تولیدکننده خمیر بادام، کارخانهٔ نیدراِگر است که گردشگران به‌ویژه در زمان کریسمس از آن بازدید می‌کنند.
تجارت شراب لوبک به دوران اتحادیهٔ هانزا بازمی‌گردد. یکی از تخصص‌های لوبک، Rotspon است، شرابی که از انگورهای فرآوری‌شده در فرانسه تولید شده و در بشکه‌های چوبی به لوبک حمل شده، در آنجا نگهداری، کهنه و بطری می‌شود.
مانند دیگر جوامع ساحلی شمال آلمان، فیش‌بروتشن در لوبک نیز محبوب است.

## ورزش
لوبک خانهٔ باشگاه فوتبال لوبک است که در لیگا ۳ حضور دارد. این باشگاه در استادیوم لوهموله با ظرفیت ۱۷٬۸۴۹ نفر بازی می‌کند. علاوه بر بخش فوتبال، این باشگاه ورزشی دارای بخش‌هایی برای بدمینتون، ژیمناستیک زنان، هندبال و تنیس روی میز است.

## آموزش

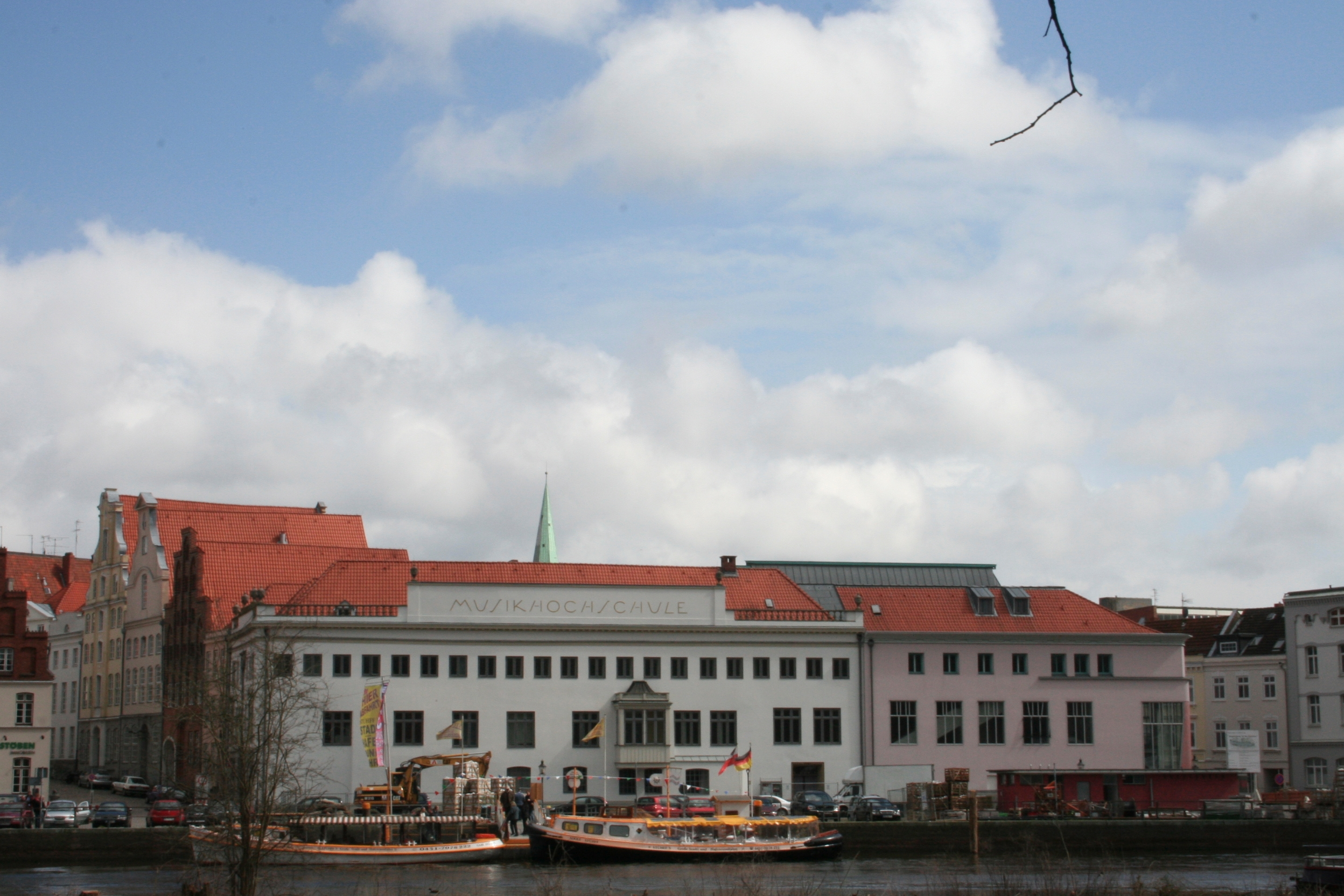
آکادمی موسیقی لوبک

لوبک سه دانشگاه دارد: دانشگاه لوبک، دانشگاه فنی علوم کاربردی لوبک و آکادمی موسیقی لوبک. مدرسه تحصیلات تکمیلی در علوم رایانه در پزشکی و علوم زندگی یک دانشکدهٔ مرکزی از دانشگاه است که توسط ابتکار برتری آلمان تأسیس شده است.
مدرسه بین‌المللی رسانه‌های جدید یک مؤسسهٔ وابسته به دانشگاه است. آکادمی شنوایی‌شناسی مرکز آموزش شنوایی در آلمان است که مسئول آموزش حرفه‌ای در صنعت سمعک است.

## روابط بین‌الملل

### شهرهای خواهر – شهرهای خواهرخوانده
لوبک با شهرهای زیر پیوند خواهرخواندگی دارد:
- کوتکا، فنلاند (۱۹۶۹)
- ویسمار، آلمان (۱۹۸۷)
- لا روشل، فرانسه (۱۹۸۸)
- کلایپدا، لیتوانی (۱۹۹۰)
- ویزبه، سوئد (۱۹۹۹)

### شهرهای دوست
لوبک همچنین روابط دوستی با شهرهای زیر دارد:
- ونیز، ایتالیا (۱۹۷۹)
- کاواساکی، کاناگاوا، ژاپن (۱۹۹۲)
- برگن، نروژ (۱۹۹۶)
- شاوشینگ، چین (۲۰۰۳)

## ترابری

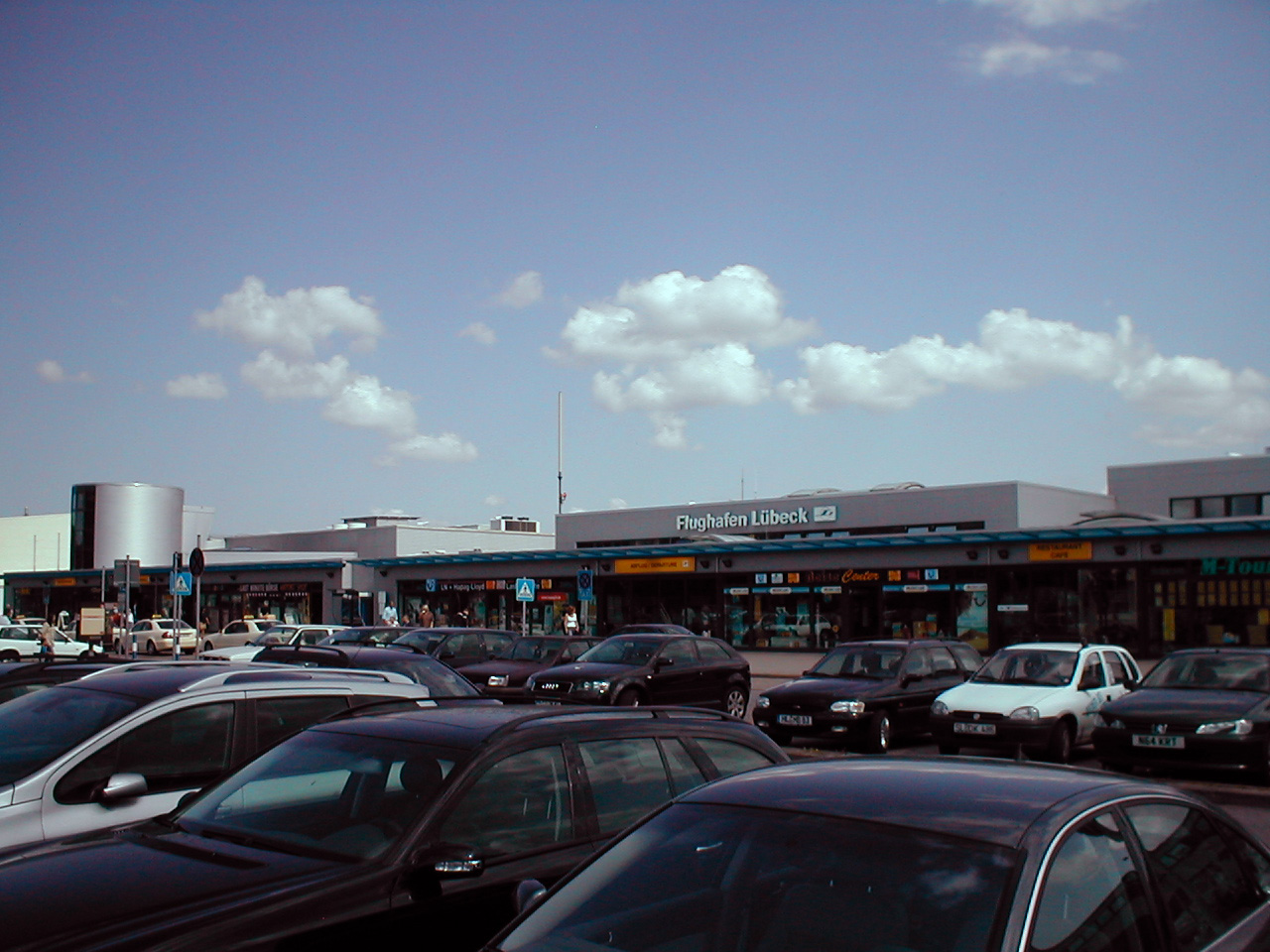
فرودگاه لوبک

لوبک به سه بزرگراه اصلی (شبکهٔ اتوبان‌های آلمان) متصل است. بزرگراه A1 به سمت شمال به جزیرهٔ فهمارن و کپنهاگ (دانمارک) و به سمت جنوب به هامبورگ، برمن و کلن می‌رود. بزرگراه A20 به سمت شرق به ویسمار، روستوک و شچچین (لهستان) و به سمت غرب به باد زگبرگ و به دریای شمال می‌رود. بزرگراه A226 از مرکز لوبک شروع می‌شود و به سمت شمال شرق و شهر بندری تروافنموند می‌رود.
لوبک دارای چندین ایستگاه قطار است. ایستگاه اصلی ایستگاه مرکزی لوبک است که حدود ۳۱٬۰۰۰ مسافر در روز دارد و شلوغ‌ترین ایستگاه در شلسویگ-هولشتاین محسوب می‌شود. این ایستگاه بیشتر به وسیلهٔ خدمات ریلی منطقه‌ای به هامبورگ، لونبورگ، کیل، جزیرهٔ فهمارن و شچچین (لهستان) سرویس‌دهی می‌شود. قطارهای بلندبُرد نیز به مونیخ، فرانکفورت-آم-ماین و کلن می‌روند. در تعطیلات تابستانی، بسیاری از خدمات ریلی اضافی فعال می‌شود. تا پایان سال ۲۰۱۹، لوبک ایستگاهی در خط قطار "Vogelfluglinie" از هامبورگ به کپنهاگ (دانمارک) بود.
حمل و نقل عمومی با اتوبوس توسط شرکت ترابری شهری لوبک سازماندهی می‌شود. ۴۰ خط اتوبوس در شهر و مناطق اطراف لوبک به علاوهٔ خدمات اتوبوس منطقه‌ای در دسترس است.
منطقهٔ تروافنموند در دریای بالتیک قرار دارد و دارای بندر اصلی شهر است. اسکاندیناوی‌کای (بندر اسکاندیناوی) نقطهٔ حرکت مسیرهای کشتی به مالمو و ترلبورگ (سوئد); لیپایا (لتونی)؛ هلسینکی (فنلاند) و سنت پترزبورگ (روسیه) است. این بندر دومین بندر بزرگ آلمان در دریای بالتیک است.
فرودگاه لوبک در جنوب لوبک در شهر بلانکن‌زی قرار دارد. این فرودگاه پروازهای منطقه‌ای به مونیخ و اشتوتگارت و برخی پروازهای چارتر به ایتالیا و کرواسی دارد.